# Popesti
Popesti románul: Popești, falu Romániában, Erdélyben, Fehér megyében.

## Fekvése
Havasgáld közelében fekvő település.

## Története
Popesti korábban Havasgáld része volt, 1910-ben 258 lakossal.
1966-ban-ban 122, 1977-ben 50, 1992-ben 20, a 2002-es népszámláláskor pedig 12 román lakosa volt.